# Vešenik
Vešenik je naselje v Občini Slovenske Konjice.
Na vzpetini nad vasjo je planotica Gavge, kjer je po tradiciji obstajalo morišče,  ki naj bi dalo Vešeniku tudi ime.